# Gaz de Bordeaux
Gaz de Bordeaux est une entreprise française de fourniture d’énergies (Électricité verte, Gaz vert et Gaz naturel) et de services associés.

## Historique

### Entreprise
Le 23 janvier 1824, Jean Benel, négociant bordelais, crée une société anonyme autorisée par ordonnance royale, la Compagnie d'éclairage de la Ville de Bordeaux. Le procédé du gaz à hydrogène n’est alors pas nouveau, puisque c’est un français, Philippe Lebon qui, en 1799 brevette la thermolampe qui allait révolutionner l'éclairage urbain. 
C’est en 1832 que démarre l'installation du gaz à Bordeaux avec la construction d’une usine, rue Judaïque. Le gaz est alors manufacturé : la combustion du charbon dans des chambres de carbonisation en fonte libère du méthane, emmagasiné dans des gazomètres ; ce gaz est alors injecté sous pression au réseau. Jusqu’en 1875, c’est alors la Compagnie Impériale et Continentale qui est adjudicataire de l’éclairage au gaz de la ville de Bordeaux. L’éclairage est alors l’unique débouché de cette nouvelle énergie.
En 1845, apparaissent les premiers appareils de chauffage et en 1954, l’invention du brûleur à flamme bleue (appelé à tort Bunsen) marque les débuts de la cuisine au gaz. Enfin, l’eau sera aussi chauffée au gaz avec la découverte des premiers chauffe-bains à circulation d’eau sous pression.
Mais à l’époque, les gaziers de Bordeaux étaient essentiellement occupés à « chauffer les cornues » (four servant à fabriquer le gaz) et à allumer les becs de gaz.
1875 marque la fin de la présence anglaise : la concession cédée à la Compagnie Impériale arrive à échéance et l’exploitation du gaz est confiée à la Compagnie du Gaz de Bordeaux qui héritera de deux usines : celle de la rue Judaïque mais aussi celle de La Bastide, construite en 1845.
En 1906, une usine de distillation de coke s’installe à Bacalan : seize fours à cornues capables de fabriquer 60 000 à 70 000 m3 de gaz par jour. Parallèlement, on assiste aux progrès de l’électricité. 
En 1919, une Régie Municipale du gaz et de l’électricité est exploitée sous l’autorité du maire de Bordeaux, célébrant ainsi le premier mariage industriel de la cité. Les nouveaux usages du gaz progressent aux dépens de l’éclairage ; une nouvelle usine est construite à Bacalan en 1922. Plus performante pour répondre à une demande grandissante, elle est aussi novatrice dans le domaine du recyclage des sous-produits de la houille.
Électricité, gaz naturel, la jeune Régie ne s’arrête pas là et compte bien mettre à profit sa maîtrise de la technique des chaleurs : c’est en 1931 que le Conseil municipal décide de construction d’une usine d’incinération de ordures ménagères. L’énergie thermique produite par la combustion des gadoues est alors transformée en énergie électrique : douze cellules d’incinération traitent alors 300 tonnes de déchets par jour et produisent 10 000 kW d’électricité.
À la Libération, la loi de nationalisation ne concerne pas la Régie, déjà municipalisée. L’objectif étant de mettre dans la communauté nationale des industries vitales pour la nation, ce but est considéré comme atteint à Bordeaux.
En 1949, le gisement de Lacq est découvert dans les Pyrénées Atlantiques : le gaz naturel remplace alors le gaz de ville manufacturé et les brûleurs domestiques des 10 000 clients de l’époque doivent être adaptés à cette nouvelle formule chimique. La Régie propose un nouveau service au client : la maintenance des installations. Avant, après compteur, son savoir-faire devient complet pour l’ensemble de la chaîne gazière. La Régie décide de se consacrer exclusivement au gaz naturel en cédant la concession de la distribution électrique à EDF. Elle s’appelle désormais Régie Municipale du Gaz de Bordeaux.
Dans les années 1970, le choc pétrolier stimule les nouvelles idées.[non neutre] À Bordeaux, des nappes d’eau chaude sont exploitables. C’est le début de la géothermie exploitée par la Régie. Le forage de Mériadeck permet de chauffer 100 000 m2 de bureaux et d’économiser 3 000 tep. Suivront les stations de la Benauge et du Grand Parc en 1984.
En 1991, le capital de la Régie est ouvert à de nouvelles participations avec un changement de structure juridique qui transforme la régie en SAEML.  Mais la ville de Bordeaux reste l’actionnaire majoritaire de ce qui devient la SAEML Gaz de Bordeaux. Les années 2000 sont marquées par l’ouverture du marché de l’énergie, conformément aux directives européennes de décembre 1996 (« paquet énergie »). Cette nouvelle réglementation impose une séparation entre le gestionnaire de réseau de distribution et le fournisseur d’énergie. Cette séparation est d'abord comptable avant de devenir juridique en 2008 avec la répartition des deux activités dans deux entreprises distinctes. La société nouvelle chargée de fournir l'énergie garde le nom de "Gaz de Bordeaux" et peut étendre sa clientèle sur un marché désormais ouvert à d’autres opérateurs. Ainsi, Gaz de Bordeaux est aujourd’hui un fournisseur d’énergie en concurrence et disponible partout en France pour tous les clients, professionnels et particuliers.

### Bâtiments
En 1935, le siège de la Régie Municipale du gaz de Bordeaux est construit rue Poquelin-Molière sur les plans de l’architecte Raoul Jourde, également à l’origine du stade Municipal. Le bâtiment, en béton de style Art déco et inauguré en 1934, fait scandale notamment en raison de sa haute tour-balise abritant l’ascenseur, et proche de la tour gothique Pey Berland,. Les services de la société quittent l'immeuble en septembre 2005, lequel est converti en une résidence hôtelière Mama Shelter qui ouvre en 2013,.
Depuis 2007, le nouveau siège social est sur la place Ravezies, en pleine mutation au Nord de Bordeaux . Il a été conçu par les architectes de l'agence Flint et Michel Moga.

## Métiers
Après la découverte du gisement de gaz de Lacq, le gaz naturel va se substituer au gaz manufacturé et les brûleurs ne sont plus adaptés. La Régie Municipale propose alors à ses clients d’adapter les injecteurs des appareils gaz en assurant en exclusivité le service de relèvement de pression (passage de 9 à 20 mbar). L’entreprise intervient pour la première fois sur les installations intérieures, c’était le début du SAV.
Aujourd’hui, sur le volet « services », Gaz de Bordeaux réalise un chiffre d’affaires de 8 M€ au titre de l’entretien et du remplacement d’appareils, fort d’une équipe de 35 techniciens et un réseau local de près d’une trentaine de prestataires ou sous-traitants.
Sur la partie « fourniture d’énergie », Gaz de Bordeaux enregistre un volume annuel de près de 14 TWh auprès de 260 000 clients sur le territoire national.

## Droit administratif
La compagnie générale d’éclairage de Bordeaux qui réclame de la ville de Bordeaux le surcoût de la forte augmentation du prix du charbon durant la guerre de 14-18, obtient de la juridiction administrative d’être indemnisée de la part des conséquences pécuniaires de la situation de force majeure qui excède l’aléa économique normal. 
Par un arrêt célèbre du 30 mars 1916 dit Gaz de Bordeaux, le Conseil d’État inaugure ainsi sa jurisprudence basée sur la théorie de l'imprévision. 